# RIVA TNT
RIVA TNT под кодовым названием NV4 — чип-ускоритель 2D-, видео- и 3D-графики для ПК, разработанный компанией Nvidia и выпущенный в марте 1998 года. Он укрепил репутацию Nvidia как достойного конкурента в развивающейся индустрии потребительских 3D-графических адаптеров и пришёл на смену RIVA 128.
RIVA — это аббревиатура от Real-time Interactive Video and Animation accelerator (в переводе с англ. — «ускоритель интерактивного видео и анимации в реальном времени»). Суффикс «TNT» относится к способности чипа работать с двумя текселами одновременно (TwiN Texel).
Первой видеокартой на базе чипа RIVA TNT стала Velocity 4400, выпущенная компанией STB Systems 15 июня 1998 года.

## Обзор
TNT был разработан как продолжение RIVA 128 и ответ на выпуск Voodoo2 от 3Dfx. Он добавил второй пиксельный конвейер, практически удвоив скорость рендеринга, и использовал значительно более быструю память. В отличие от Voodoo2 (но, как и более медленный Matrox G200), он также добавил поддержку 32-битного (truecolor) формата пикселей, 24-битного Z-буфера в 3D-режиме, 8-битного трафаретного буфера и поддержку текстур размером 1024×1024 пикселей. Улучшенные методы MIP-текстурирования и фильтрации текстур, включая недавно добавленную поддержку трилинейной фильтрации, значительно улучшили качество по сравнению с предшественником TNT. TNT также добавила поддержку до 16 MiB SDR SDRAM. Как и RIVA 128, RIVA TNT представляет собой одночиповое решение.
TNT был поставлен позже, чем первоначально планировалось, сильно нагревался и имел тактовую частоту ниже, чем планировала Nvidia, — 90 МГц вместо 110 МГц. Первоначально запланированные спецификации должны были обеспечить превосходство перед Voodoo2 по теоретической производительности для приложений Direct3D, но на частоте 90 МГц она не совсем соответствовала Voodoo2.
В то время большинство игр поддерживали собственный Glide API от 3dfx, который давал Voodoo2 большое преимущество в скорости и качестве изображения, а некоторые игры использовали исключительно Glide API для 3D-ускорения, в результате чего пользователи TNT не были в лучшем положении, чем люди, у которых не было 3D-ускорителя. Даже в сравнениях «только OpenGL», таких как в случае с Quake II, Voodoo2 имел преимущество, поскольку специальный драйвер «MiniGL» был создан специально для карт 3dfx для запуска игры (и большинства других игр OpenGL того времени). Драйвер 3dfx MiniGL не был полнофункциональным драйвером OpenGL, а представлял собой оболочку, которая сопоставляла определённые функции OpenGL с их эквивалентами в Glide и благодаря этому позволяла добиться преимущества в скорости. Позже, когда для линейки карт 3dfx были созданы полнофункциональные драйверы OpenGL, было замечено, что они работают намного медленнее по сравнению со своим урезанным братом MiniGL. TNT имел поддержку 32-битного цвета, в то время как Voodoo2 поддерживал только 16-битный цвет (хотя внутри он уменьшал 24-битный цвет, превосходя TNT с 16-битным качеством). Карты Voodoo2 также получили ещё большее преимущество в скорости по сравнению с TNT благодаря возможности связывать две карты Voodoo2 вместе в настройке «SLI».
ТНТ не смог сравниться по продажам с невероятно популярным Voodoo2. Доля клиентов 3Dfx в это время была на пике, а Nvidia все ещё была новым игроком. Опять же, как и в случае с RIVA 128, отсутствие поддержки Glide API препятствовало возможностям Nvidia по увеличению доли рынка. Glide по-прежнему считался лучшим API для 3D-игр, доступным как геймерам, так и разработчикам. Однако TNT привлекла большое внимание Nvidia и проложила путь к обновленной версии под названием RIVA TNT2. В конце концов, в отличие от остальных конкурентов, Nvidia приблизилась к Voodoo2 по производительности в некоторых играх и превзошла её по качеству 32-битного изображения.
В последующие годы Nvidia выпустила бюджетную версию TNT под названием Vanta, что в последующие годы стало стандартной отраслевой практикой в массовом масштабе. На этой плате использовался тот же чип TNT, но была снижена его тактовая частота и уменьшены вдвое ширина шины данных памяти (до 64 бит) и размер памяти (до 16 МБ). Сделав это, Nvidia смогла по-прежнему продавать чипы TNT, которые не могли достичь указанных тактовых частот TNT, и значительно сократить расходы на плату за счёт использования более узкой шины и меньшего количества оперативной памяти. Плата оказалась популярной среди OEM-производителей компьютеров благодаря широкому набору функций и низкой цене. Vanta также была реализована как встроенная графика на некоторых материнских платах.
Сам TNT использовался в нескольких популярных картах, таких как Diamond Viper V550 и STB Velocity 4400.